# ۱۱۱۷ (خورشیدی)
۱۱۱۷ هزار و صد و هفدهمین سال هجری خورشیدی است.

## رویدادها
- ۵ اسفند - پیروزی نادرشاه در برابر امپراتوری گورکانیان در نبرد کرنال.